# Notomysis australiensis
Notomysis australiensis är en kräftdjursart som först beskrevs av W. M. Tattersall 1927.  Notomysis australiensis ingår i släktet Notomysis och familjen Mysidae. Inga underarter finns listade i Catalogue of Life.